# Память о Гоголе
В память о русском писателе Николае Васильевиче Гоголе созданы или названы следующие объекты:

## Памятные марки и монеты
Выпущены:
- в филателии: почтовые марки, спецгашения и конверты в СССР, России, на Украине и в других странах;
- в нумизматике: памятные монеты на Украине, в России и в Тувалу.

## Памятники
Гоголю посвящено более 15 памятников в России, на Украине и в других странах:

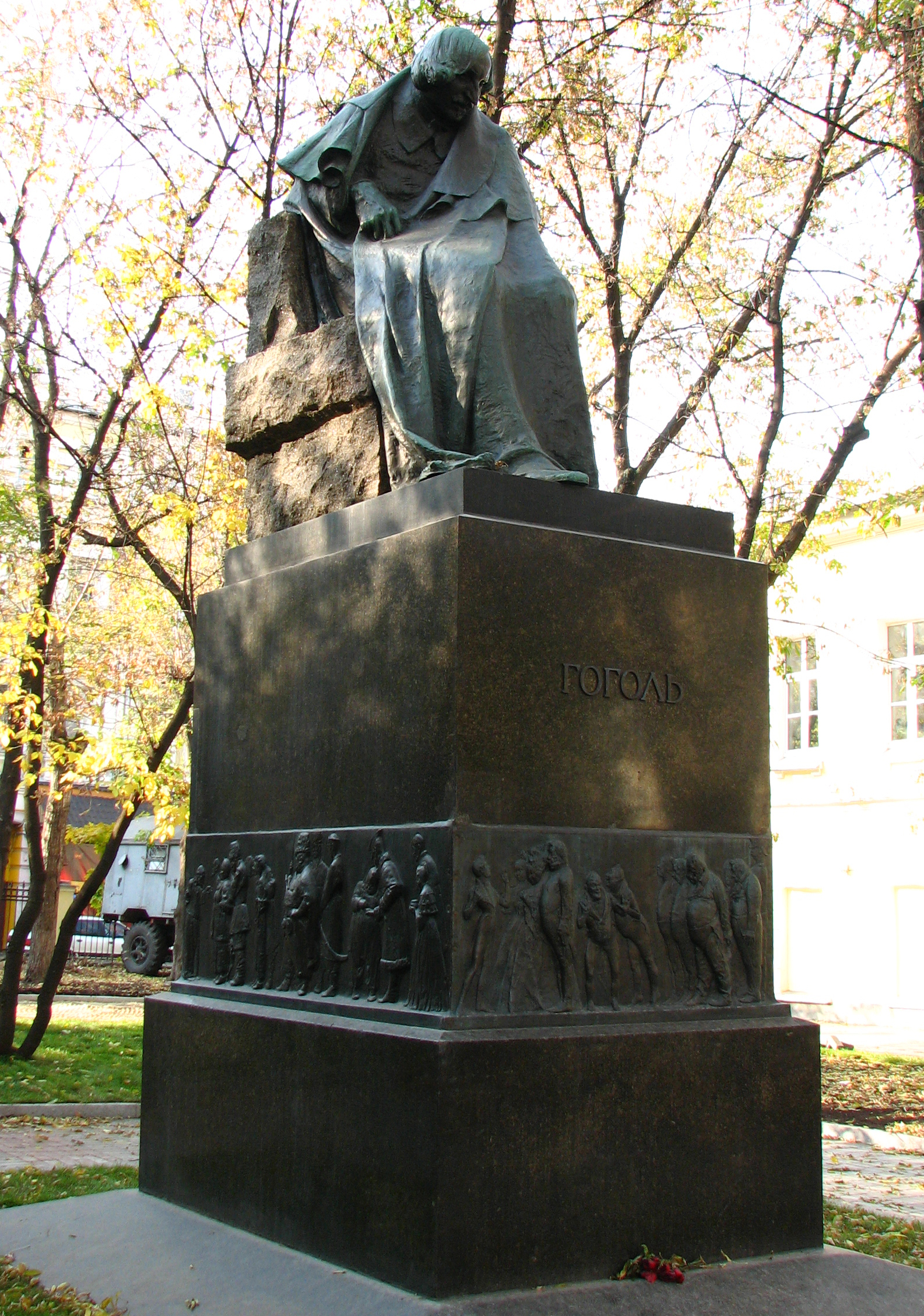
Москва. Памятник Н. В. Гоголю 1909 года (ныне стоит на Никитском бульваре)

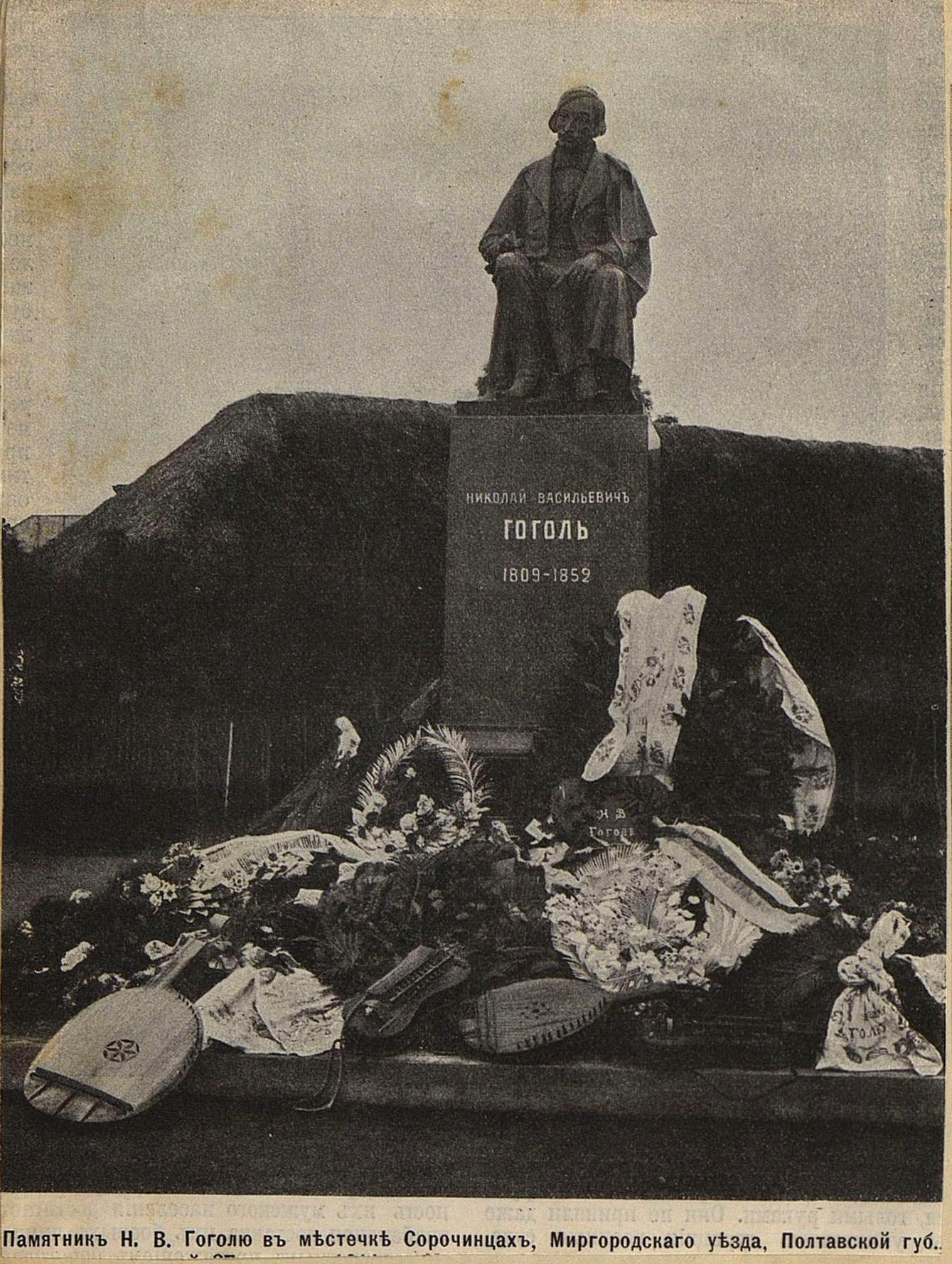
Полтавская губ. Памятник Н. В. Гоголю в местечке Сорочинцах. Фото ок. 1911 года.

- Первый в империи памятник Гоголю работы Пармена Забелло был установлен в Нежине (ныне — Украина) в 1881 году. По состоянию на 2016 год в городе два памятника писателю.
- В 1909 году памятник Гоголю работы скульптора Н. А. Андреева был установлен в Москве, на Пречистенском бульваре (ныне Гоголевский). В 1951 году памятник был перенесён в Донской монастырь (в настоящее время находится на Никитском бульваре), а на его месте поставлен новый, созданный Н. В. Томским[2].
- В 1910 году бронзовый бюст Н. Гоголя работы И. Ф. Тавбия был установлен на Елизаветинской улице Царицына (ныне Волгоград). Сегодня это самый старый памятник в городе. Улица также была переименована и стала Гоголевской[3].
- В 1911 году открыт памятник Н. В. Гоголю в местечке Сорочинцы Миргородского уезда Полтавской губернии (ныне Миргородский район Полтавской области, Украина). Скульптор памятника — Илья Яковлевич Гинцбург.
- В 1959 году в Днепропетровске (ныне Днепр) на углу улицы Гоголя и проспекта Карла Маркса (ныне — проспект Дмитрия Яворницкого) 17 мая был установлен памятник Н. В. Гоголю. Скульпторы А. В. Сытник, Э. П. Калишенко, А. А. Шрубшток, архитектор В. А. Зуев.
- В Киеве на доме № 34 Андреевского спуска установлен памятник гоголевскому «Носу», герою одноименной повести писателя. Скульптор: Олег Дергачёв.

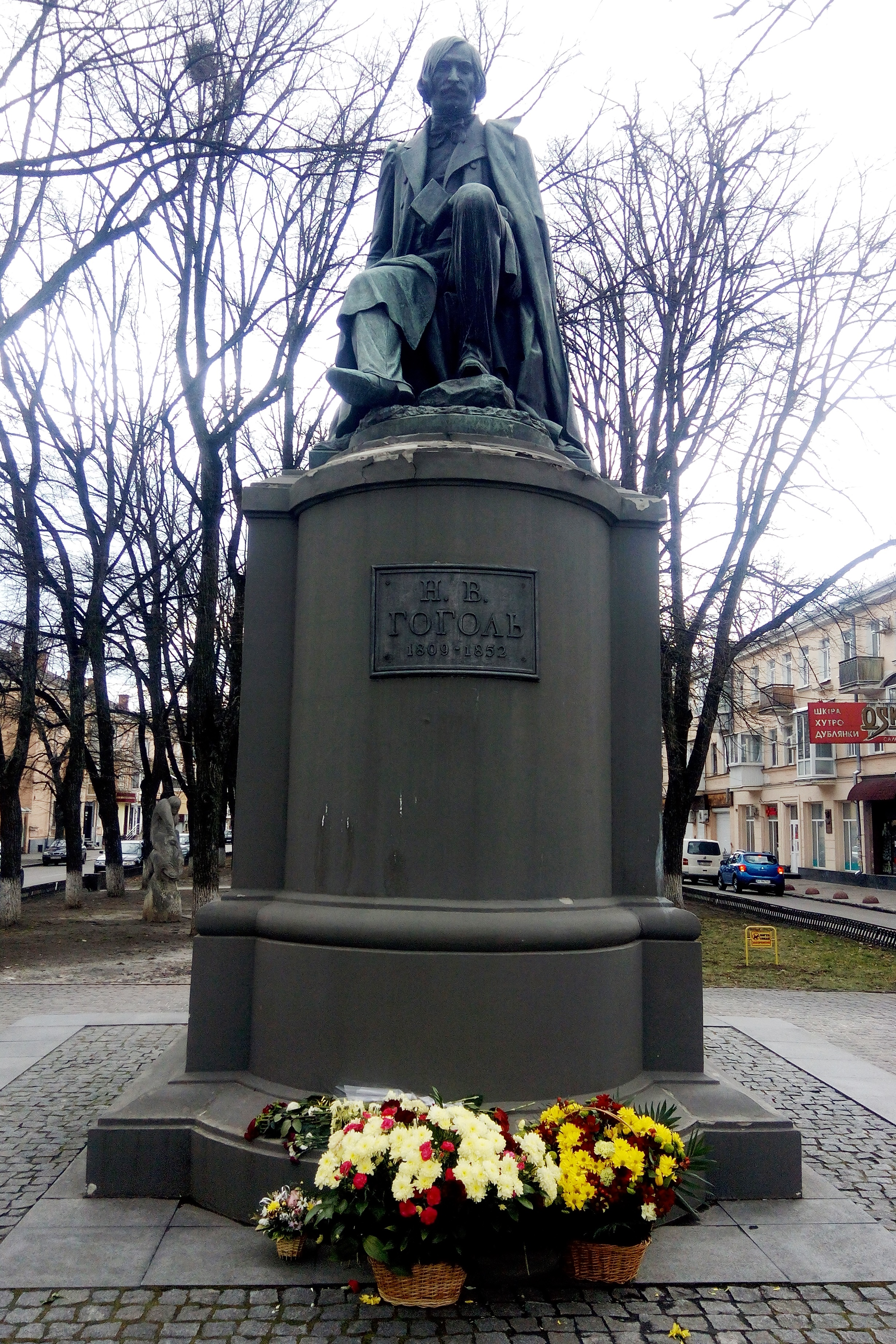
Памятник Н. В. Гоголю в Полтаве

- Памятник Н. В. Гоголю в ПолтавеПамятник Гоголю также есть в Полтаве.
- Бюсты писателя установлены в Запорожье, Миргороде, Харькове, Бресте, Евпатории[4], Новосибирске.
- 4 марта 1952 года, к столетию со дня смерти Гоголя, в сквере на Манежной площади Санкт-Петербурга был установлен закладной камень, надпись на котором гласила[5]: «Здесь будет сооружён памятник великому русскому писателю Николаю Васильевичу Гоголю». Закладной камень просуществовал в таком виде до 1999 года, когда на его месте был установлен фонтан[6]. В итоге для этого памятника было выбрано другое место, на улице Малой Конюшенной[7].
- В Великом Новгороде на Памятнике «1000-летие России» среди 129 фигур самых выдающихся личностей в российской истории (на 1862 год) есть фигура Н. В. Гоголя.
- 13 августа 1982 года в Киеве был открыт памятник писателю Николаю Васильевичу Гоголю. В честь 1500-летия столицы памятник писателю установили на Русановской набережной Киева[8].
- В 2002 году в Риме в парке Виллы Боргезе был установлен памятник писателю. Памятник Гоголю выполнен скульптором Зурабом Церетели.
- В 2004 году в Караганде появился единственный в Казахстане памятник Гоголю.
- В 2012 году в столице Республики Марий Эл — Йошкар-Оле на набережной был открыт бронзовый памятник Н. В. Гоголю (автор — народный художник России А. Н. Ковальчук).
- В 2015 году в городе Бугуруслане напротив Драматического театра имени Н. В. Гоголя установлен памятник писателю[9].
- В 2021 году в Устюжне Вологодской области на Торговой площади в рамках проекта «Провинциальный Эрмитаж» была произведена её реконструкция, в ходе которой были установлены необычный памятник «Призрак Гоголя» и скульптурная композиция «Хлестаков и Городничий», поскольку именно в Устюжне произошли события его знаменитой комедии «Ревизор».
- В 2021 году памятник открыт на Большой Никитской улице в Москве, на территории бывшей усадьбы, в которой ныне располагается Музей военной формы Российского военно-исторического общества (скульптор — Михаил Баскаков)[10].

«Призрак Гоголя» на Торговой площади в Устюжне

## Премии и награды
- Литературная премия имени Н. В. Гоголя
- Общественная награда: медаль «Н.В.Гоголь» учреждена в 2009 году к двухсотлетию со дня рождения Н.В. Гоголя. [11]

## В искусстве
По мотивам произведений Гоголя снято значительное количество фильмов, созданы произведения музыки и музыкального театра. Гоголю посвящено несколько документальных и игровых фильмов.

## Прочее
Именем Гоголя названы:
- улицы в ряде городов Российской Федерации, Украины, Белоруссии, Казахстана и других республик постсоветского пространства, а также в Болгарии, в китайском Харбине (см. Улица Гоголя, Гоголевская улица, Гоголевский переулок, Гоголевский бульвар).
- библиотеки в ряде городов России (Москва, Санкт-Петербург, Новокузнецк) и СНГ (Караганда).
- Нежинский государственный педагогический институт.
- Кызыл-Ординский педагогический институт.
- Московский драматический театр.
- Полтавский областной украинский музыкально-драматический театр.
- пароход.
- кратер на Меркурии.
- астероид (2361) Гоголь.